# بن بارنت (بازیکن فوتبال)
بن بارنت (انگلیسی: Ben Barnett؛ زادهٔ ۱۸ دسامبر ۱۹۶۹) بازیکن فوتبال اهل بریتانیا است.
از باشگاه‌هایی که در آن بازی کرده است می‌توان به باشگاه فوتبال بارنت، باشگاه فوتبال هیبریج، باشگاه فوتبال داگنم و ردبریج، و باشگاه فوتبال بورم‌وود اشاره کرد.